# Машвина
45°01′ пн. ш. 15°43′ сх. д. / 45.02° пн. ш. 15.71° сх. д.
Машвина (хорв. Mašvina) — населений пункт у Хорватії, у Карловацькій жупанії у складі громади Раковиця.

## Населення
Населення за даними перепису 2011 року становило 4 осіб.
Динаміка чисельності населення поселення: